# Chauffe-eau thermodynamique héliothermique
 (septembre 2015).
Si vous disposez d'ouvrages ou d'articles de référence ou si vous connaissez des sites web de qualité traitant du thème abordé ici, merci de compléter l'article en donnant les références utiles à sa vérifiabilité et en les liant à la section « Notes et références ».
Ne doit pas être confondu avec Chauffe-eau solaire ou Chauffe-eau thermodynamique.
Le chauffe-eau thermodynamique héliothermique, Chauffe-eau solaire thermodynamique ou chauffe-eau thermodynamique à assistance solaire est un type de chauffe-eau thermodynamique produisant de l'eau chaude sanitaire généralement pour les particuliers.
Ce système fonctionne sur le principe de la pompe à chaleur et permet d'économiser de l'énergie électrique. Cette technologie utilise des panneaux héliothermiques qui puisent l'énergie de l'air extérieur et du soleil. Avec cette technologie, il est possible d'obtenir un COP jusqu'à 6.

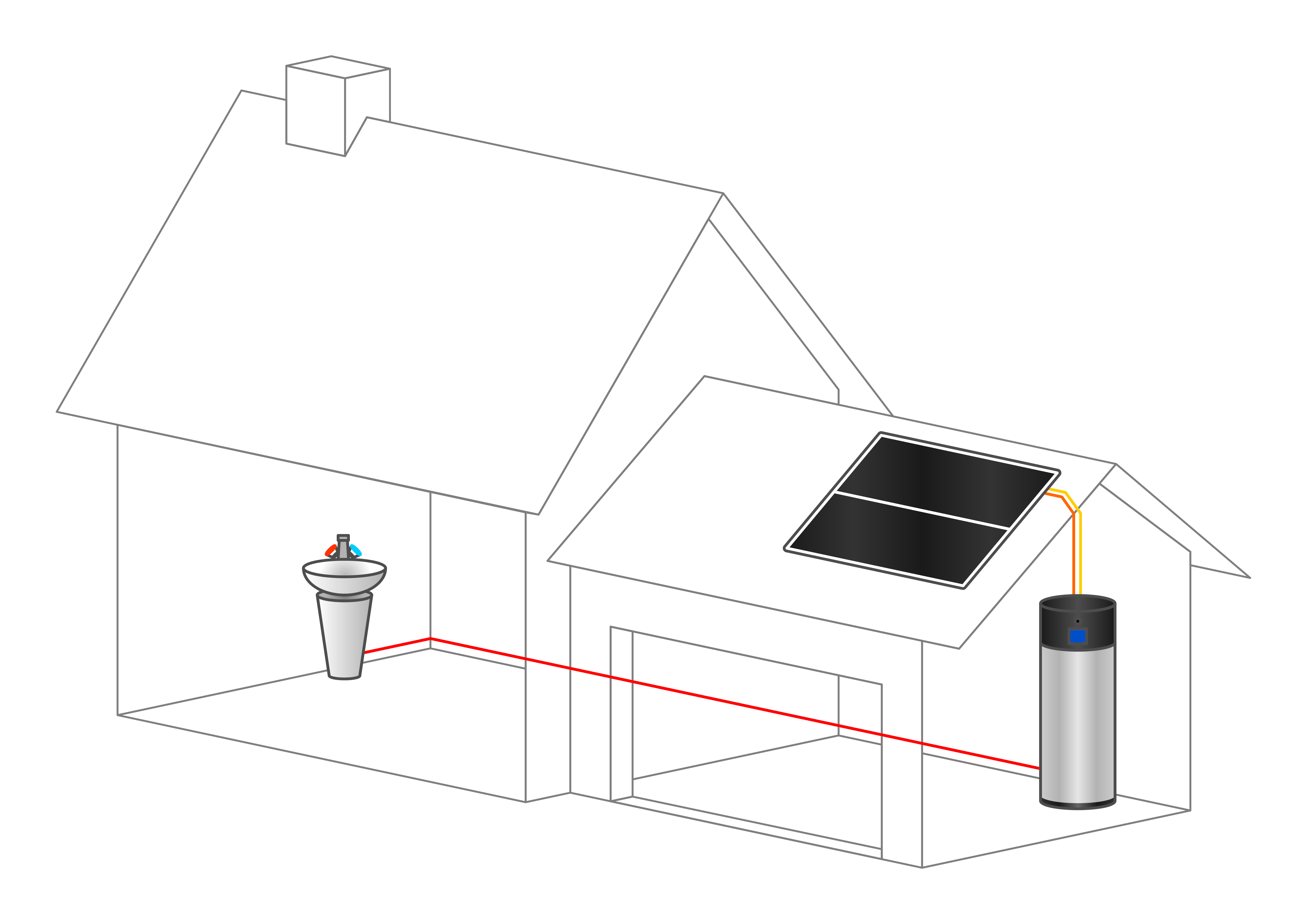
Schéma d'une installation d'un chauffe-eau thermodynamique héliothermique.

## Principe

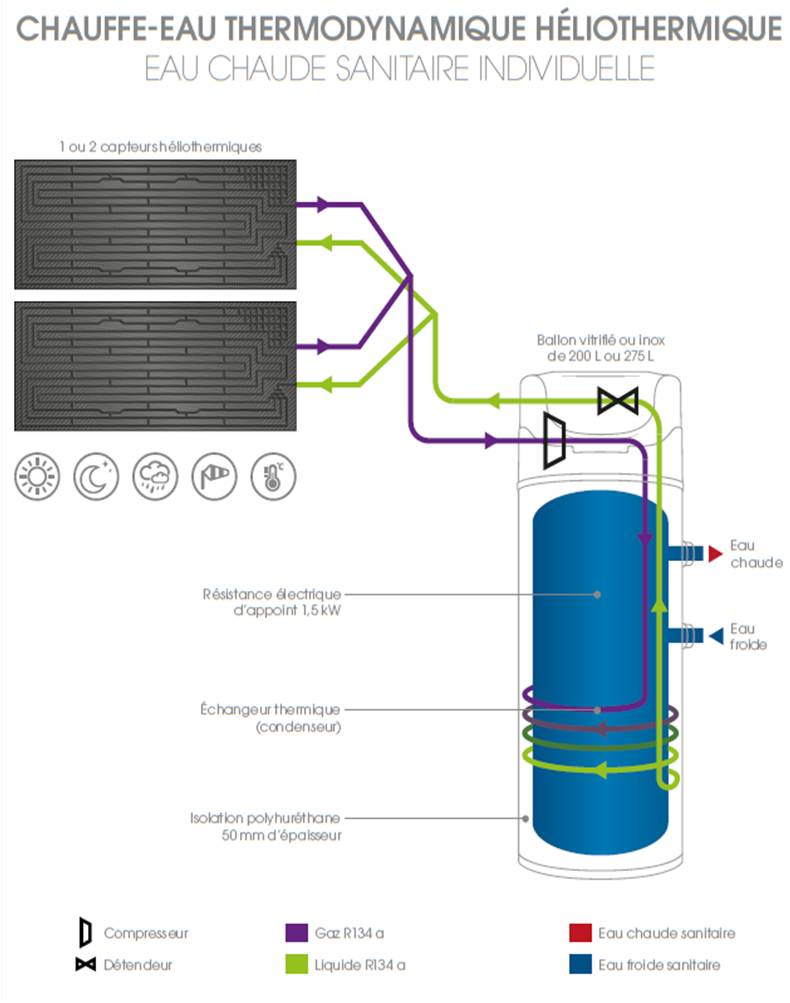
Schéma d'une installation d'un chauffe-eau thermodynamique héliothermique.

Un chauffe-eau thermodynamique (CET) est un ballon d'eau couplé à une petite pompe à chaleur. L'avantage de la pompe à chaleur aérothermique est que 60 à 80 % de l'énergie est captée dans une ressource naturelle illimitée mais dont la température peut varier. Selon la technologie, la ressource naturelle est, comme son nom l'indique, le soleil avec un COP pouvant atteindre 6 en été.
À l'intérieur des panneaux, le fluide frigorigène circule et lors de son passage dans le panneau, le fluide frigorigène passe de l'état liquide à l'état gazeux. Lors de cette vaporisation, il absorbe beaucoup d'énergie.
Ensuite le fluide frigorigène revient dans la pompe à chaleur et effectue un cycle thermodynamique lui permettant de transférer l’énergie récupérée par les capteurs héliothermiques vers l’eau du ballon. Les particularités du fluide permettent d’absorber l’énergie extérieure jusqu’à une température de −20 °C[réf. nécessaire].
En hiver, le soleil aura aussi la fonction de dégivrage des panneaux héliothermiques, supprimant la nécessité d’un dispositif de dégivrage énergivore.
Le panneau héliothermique peut être nommé aussi panneau Roll Bond[réf. nécessaire].

## Avantages
Par rapport aux autres chauffe-eaux thermodynamiques (CET), l'avantage principal de cette technologie est de puiser jusqu'à 80 % de l'énergie depuis l'air extérieur et le soleil, .
Par rapport aux chauffe-eaux solaires, l'avantage de ce produit est qu'il produit de l'eau chaude par tous les temps, été comme hiver, de jour comme de nuit. Pas de risque de surchauffe comme avec le chauffe-eau solaire thermique. Quand le système est à l’arrêt, le fluide frigorigène se stocke dans le chauffe-eau et reste à température ambiante.
Le temps de chauffe pour les ballons de moins de 300 L est inférieur à 8 h[réf. nécessaire], ce qui permet de fonctionner seulement en journée et de maximiser les performances du produit.
Les panneaux sont en aluminium, ils sont donc légers, peu fragiles et ne demandent pas d'entretien.

## Inconvénients
Le chauffe-eau solaire thermodynamique présente quelques inconvénients :
- coût d’achat élevé surtout si les panneaux solaires sont installés sur le toit.
- La technique combinant deux technologies distinctes a tendance à cumuler aussi leurs couts.

## Performances
La performance d'un chauffe-eau thermodynamique (CET) ou d'une pompe à chaleur sont définis par le Coefficient de Performance (CoP).
{\displaystyle \displaystyle COP={\frac {Energie_{produite}}{Energie_{consommee}}}}
Pour un CET héliothermique, le COP varie entre deux et six selon les conditions climatiques. Ce qui veut dire que lors d'une journée avec une température extérieure de 30 °C et du soleil (1 000 Wm−2), la consommation d'électricité peut être divisée par six par rapport à un chauffe-eau électrique standard.
|                    | COP          |
| CET Air Ambiant    | 1,5          |
| CET Air Extérieur  | 2,0          |
| CET Géothermique   | 2,9          |
| CET Héliothermique | entre 3 et 6 |
| ------------------ | ------------ |

Ces deux dernières technologies présentent des performances saisonnières plus élevées de par la stabilité de température de leur source froide (le sol ou l’ensoleillement) en comparaison avec l’air extérieur dont la température varie continuellement.
Le temps de chauffe pour les ballons de moins de 300 L est inférieur à huit heures, ce qui permet de fonctionner seulement en journée et de maximiser les performances du produit[pas clair].

## Installation
Les panneaux devraient être installés avec une orientation au sud pour obtenir les meilleures performances mais ils peuvent être installés à l'est ou à l'ouest sans trop dégrader les performances. L'inclinaison des panneaux peut être de 20 à 90°, ce qui peut modifier légèrement les performances (< 5 %).

Différents types d'installation des panneaux héliothermiques
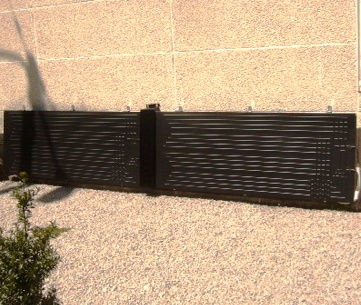
En façade
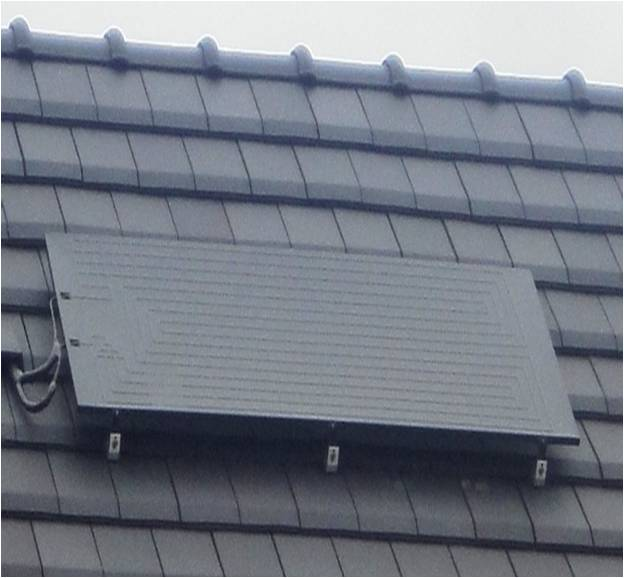
En toiture